# Dieblich

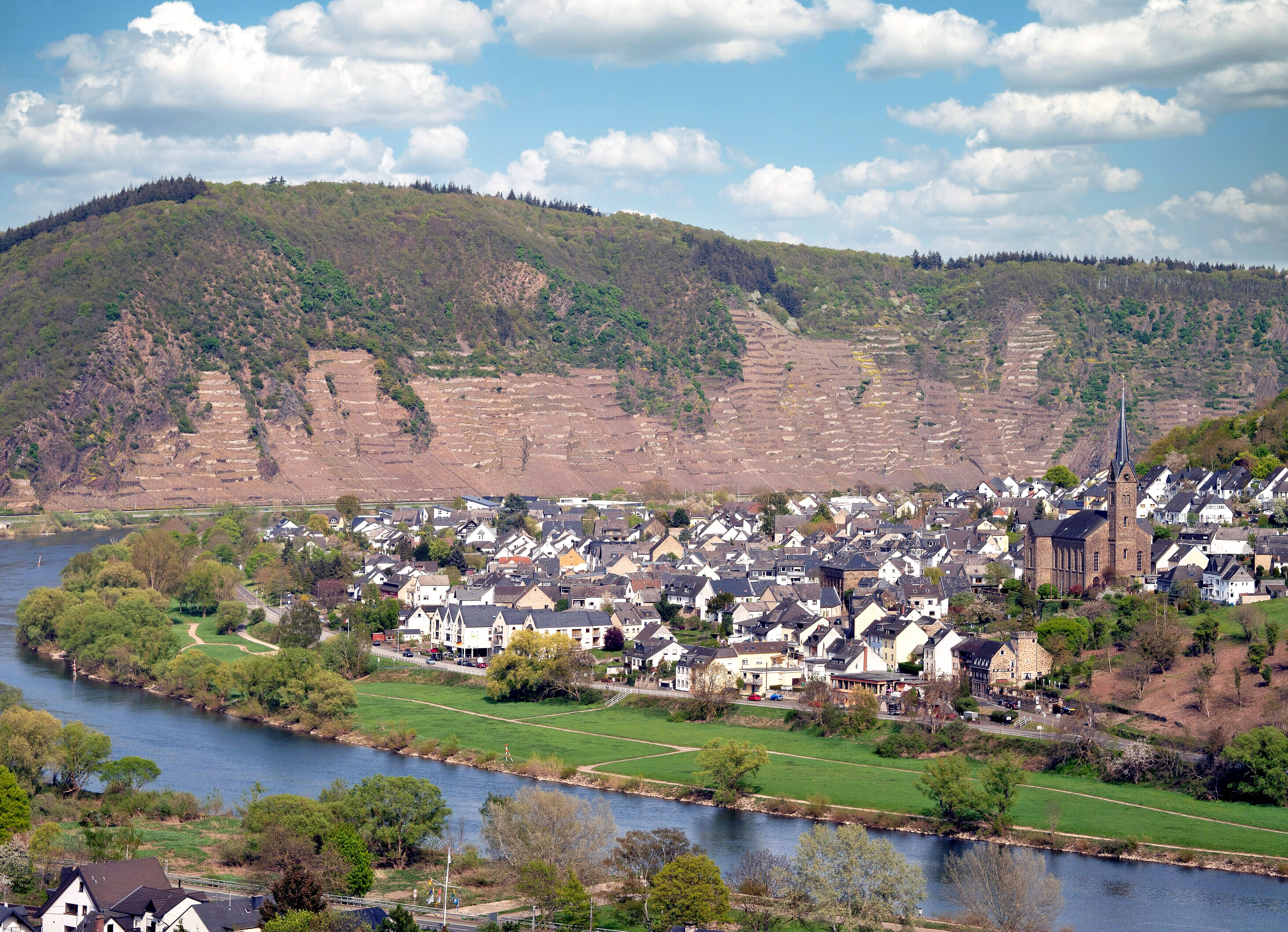
Ortsansicht von Dieblich

Dieblich ist eine Ortsgemeinde und ein Wein- und Obstanbauort an der sogenannten Terrassenmosel im rheinland-pfälzischen Landkreis Mayen-Koblenz. Sie gehört der Verbandsgemeinde Rhein-Mosel an, die ihren Verwaltungssitz in Kobern-Gondorf hat.

## Geographie

### Geographische Lage
Dieblich liegt am rechten Moselufer etwa 15 Kilometer von Koblenz und etwa 35 Kilometer von Cochem entfernt am Gleithang des Dieblicher Moselbogens. Nachbarorte sind moselaufwärts Niederfell und moselabwärts Lay, ein Stadtteil von Koblenz. Auf der anderen Moselseite liegt Kobern-Gondorf. An den Ortsteil Mariaroth grenzt die Gemeinde Waldesch.

### Ausdehnung des Gemeindegebietes
Der Ortsteil Dieblich zieht sich über eine Länge von etwa 2 Kilometern am Moselufer entlang. Oberhalb auf dem von der Mosel umflossenen Berg liegt der Ortsteil Dieblich-Berg. Zur Gemeinde gehören weiterhin die Ortsteile Mariaroth und Naßheck, die geographisch bereits zum Hunsrück gehören, sowie die Wohnplätze Am Forsthaus, Bauhöfe, Kondertal, Kührerhof, Lohbuschhof, Silberberghof, Talwel, Gärtnerei Naßhecker Weg und Heidehof.

### Klima
Wie auch andere Gemeinden der Untermosel liegt Dieblich klimatisch begünstigt in einer der wärmsten Regionen Deutschlands.

## Geschichte
Dieblich wurde erstmals unter dem Namen Divelich in einer Urkunde des Trierer Erzbischofs Theoderich II. vom 20. April 1231 erwähnt.
Bevölkerungsentwicklung
Im Trierer Feuerbuch von 1563 wird die Anzahl der Feuerstätten in der Gemeinde Dieblich mit 52 angegeben.
Die Entwicklung der Einwohnerzahl von Dieblich, die Werte von 1871 bis 1987 beruhen auf Volkszählungen:
| Jahr | Einwohner |
| ---- | --------- |
| 1815 | 841       |
| 1835 | 1.159     |
| 1871 | 1.167     |
| 1905 | 1.132     |
| 1939 | 1.137     |
| 1950 | 1.459     |
| 1961 | 1.402     |

| Jahr | Einwohner |
| ---- | --------- |
| 1970 | 1.600     |
| 1987 | 2.043     |
| 1997 | 2.423     |
| 2005 | 2.442     |
| 2011 | 2.376     |
| 2017 | 2.597     |
| 2022 | 2.633     |

## Politik

### Gemeinderat
Der Gemeinderat in Dieblich besteht aus 20 Ratsmitgliedern, die bei der Kommunalwahl am 9. Juni 2024 in einer personalisierten Verhältniswahl gewählt wurden, und dem ehrenamtlichen Ortsbürgermeister als Vorsitzendem. Bis 2019 gehörten dem Gemeinderat 16 Ratsmitglieder an.
Die Sitzverteilung im Gemeinderat:
| Wahl | SPD | CDU | FWG | Gesamt   |
| ---- | --- | --- | --- | -------- |
| 2024 | –   | 13  | 7   | 20 Sitze |
| 2019 | 3   | 10  | 7   | 20 Sitze |
| 2014 | 2   | 9   | 5   | 16 Sitze |
| 2009 | 2   | 9   | 5   | 16 Sitze |
| 2004 | 3   | 8   | 5   | 16 Sitze |

- FWG = Freie Wählergruppe Dieblich e. V.

### Bürgermeister
Christoph Jung (CDU) wurde am 8. November 2021 Ortsbürgermeister von Dieblich. Bei der Direktwahl am 26. September 2021 war er mit einem Stimmenanteil von 73,8 % gewählt worden. Bei der Direktwahl am 9. Juni 2024 wurde Jung als einziger Bewerber mit 77,7 % für weitere fünf Jahre in seinem Amt bestätigt.
Jungs Vorgänger Andreas Perscheid (CDU) hatte das Amt seit 2004 ausgeübt. Zuletzt bei der Direktwahl am 26. Mai 2019 wurde er mit einem Stimmenanteil von 54,01 % eigentlich für weitere fünf Jahre als Ortsbürgermeister bestätigt. Im Mai 2021 erklärte Perscheid jedoch, sein Amt zum 31. Oktober 2021 niederzulegen.

### Wappen und Flaggen
|  |  |
|  |  |

| | Blasonierung: „Geteilt von Silber und Rot, oben ein durchgehendes (geschliffenes) rotes Balkenkreuz, unten eine silberne heraldische Rose ohne Kelchblätter mit goldenen Butzen, ein Blütenblatt nach unten weisend.“ |
| Wappenbegründung: Das rote Kreuz weist auf die Zugehörigkeit des Ortes auf Kurtrier hin (bis Ende des 18. Jahrhunderts), die weiße Rose auf das Rittergeschlecht derer von Dieblich, gen. von Mielen, die eine rote Rose in Silber führten (14. Jahrhundert). Die Flaggen sind grün-weiß mit zentriert aufgelegtem Gemeindewappen. | |

#### Inoffizielle Ortsteilwappen

Berg
Höfe
Kondertal
Mariaroth
Naßheck

### Gemeindepartnerschaften
Dieblich unterhält Partnerschaften mit dem französischen Ort Marzy in Burgund und mit dem belgischen Ort Heers in der Region Flandern.

## Kultur und Sehenswürdigkeiten

### Bauwerke

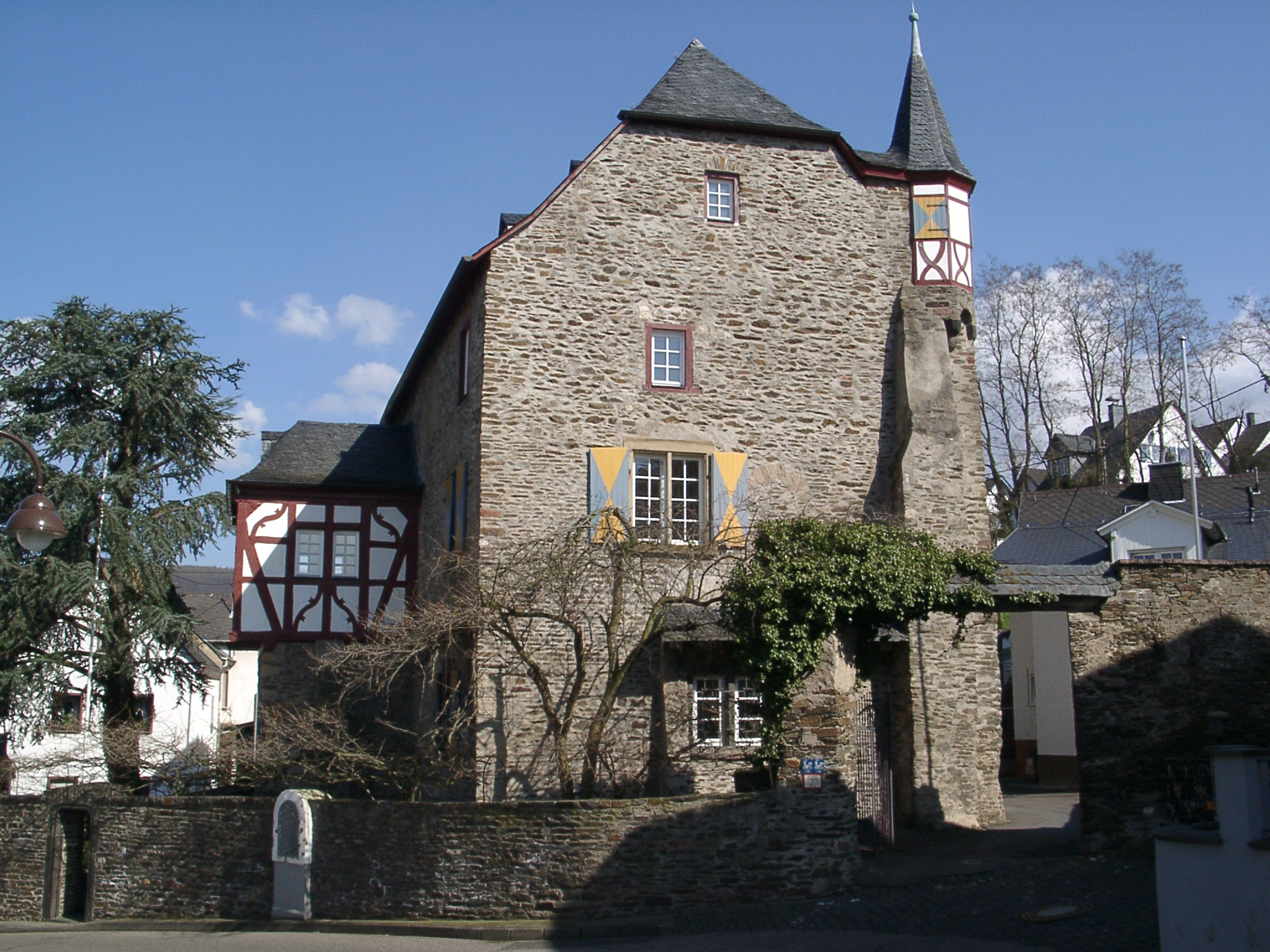
Burghaus der Heesenburg nahe der Kirche

- Mitten im Ort steht die 1829 von Johann Claudius von Lassaulx erbaute alte Schule. Dort befindet sich heute die Gemeindeverwaltung.
- Die Katholische Pfarrkirche St. Johannes wurde 1844 bis 1848 von Ferdinand Nebel errichtet.
- In der Nähe der Kirche steht ein altes Burghaus mit auffälligem Walmdach mit Dachgaubendoppelreihe – die Heesenburg. Sie entstammt dem 13. Jahrhundert und gehörte der Koblenzer Familie von der Arken. 1514 veräußerte Marsilius von Arken das Anwesen an die Familie Muhl von Ulmen. Freiherr Johann Philipp Ernst von und zu der Hees erbte die Burg 1762. Die Ostseite trägt einen eingeschossigen Fachwerkbau mit Zwerchgiebelabschluss, die Südwestecke einen in neuerer Zeit wiedererrichteten der vier ursprünglichen Erker als achteckigen Fachwerkerker.
- Eine weitere ehemalige Burg, die Zandterburg, erhielt ihren Namen ebenfalls von einem ihrer letzten Eigner, der Familie des Otto Heinrich Zandt von Merl.[11] Ursprünglich von der alteingesessenen Adelsfamilie Hase von Dieblich im 13./14. Jahrhundert errichtet, gelangte das Adelshaus 1479 nach dem Aussterben der Familie mit Eberhard Hase von Dieblich an Ruprecht von Reil, später an den Koblenzer Amtmann Dietrich von Dietz. Dann folgte bis 1679 die Familie Zandt von Merl, die mit I. H. Zandt von Merl ausstarb. Von ihm erbten später die Freiherren von Hohenfeldt das Anwesen. Danach fungierte das Gebäude für einen längeren Zeitraum als Pfarrhaus.
- Siehe auch Liste der Kulturdenkmäler in Dieblich

## Wirtschaft und Infrastruktur

### Wein- und Obstbau

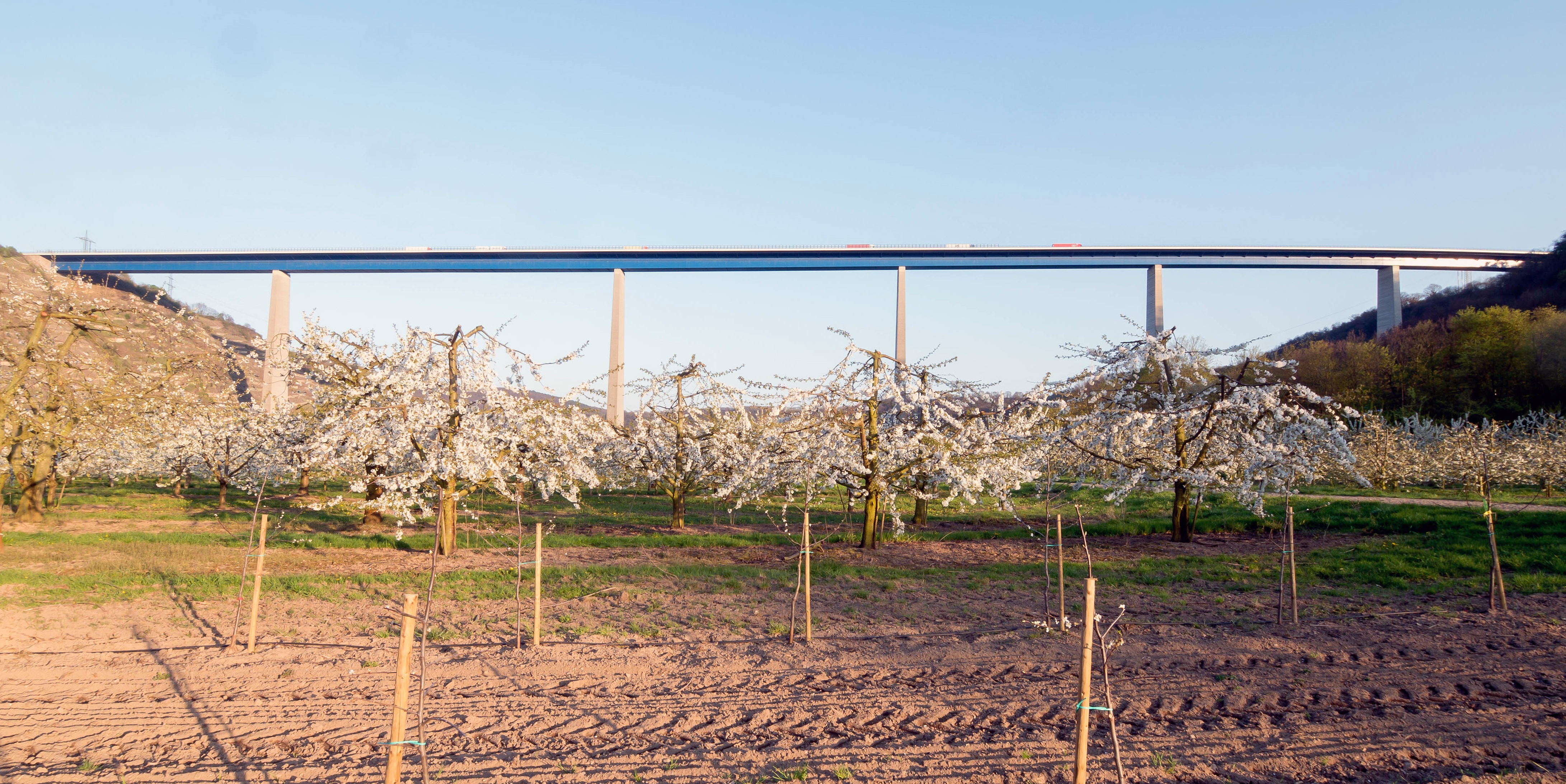
Blick von den Kirschbaumwiesen des Dieblicher Moselbogens zur Moseltalbrücke

Dieblich ist eine Wein- und Obstbaugemeinde. Der Ort gehört zum „Weinbaubereich Burg Cochem“ im Anbaugebiet Mosel. Im Ort sind drei Weinbaubetriebe tätig, die bestockte Rebfläche beträgt 2 ha. Etwa 80 % des angebauten Weins sind Weißweinrebsorten (Stand 2010).
Die einzige Dieblicher Weinlage (Dieblicher Heilgraben) liegt moselaufwärts des Ortes in Richtung Niederfell. Moselabwärts und auf dem Dieblicher Berg befinden sich Apfel-, Süßkirschen- und Pflaumenplantagen. Auf dem Dieblicher Berg werden auch Gemüse (unter anderem Spargel und Kürbisse) und Getreide sowie Kartoffeln angebaut.

### Verkehr

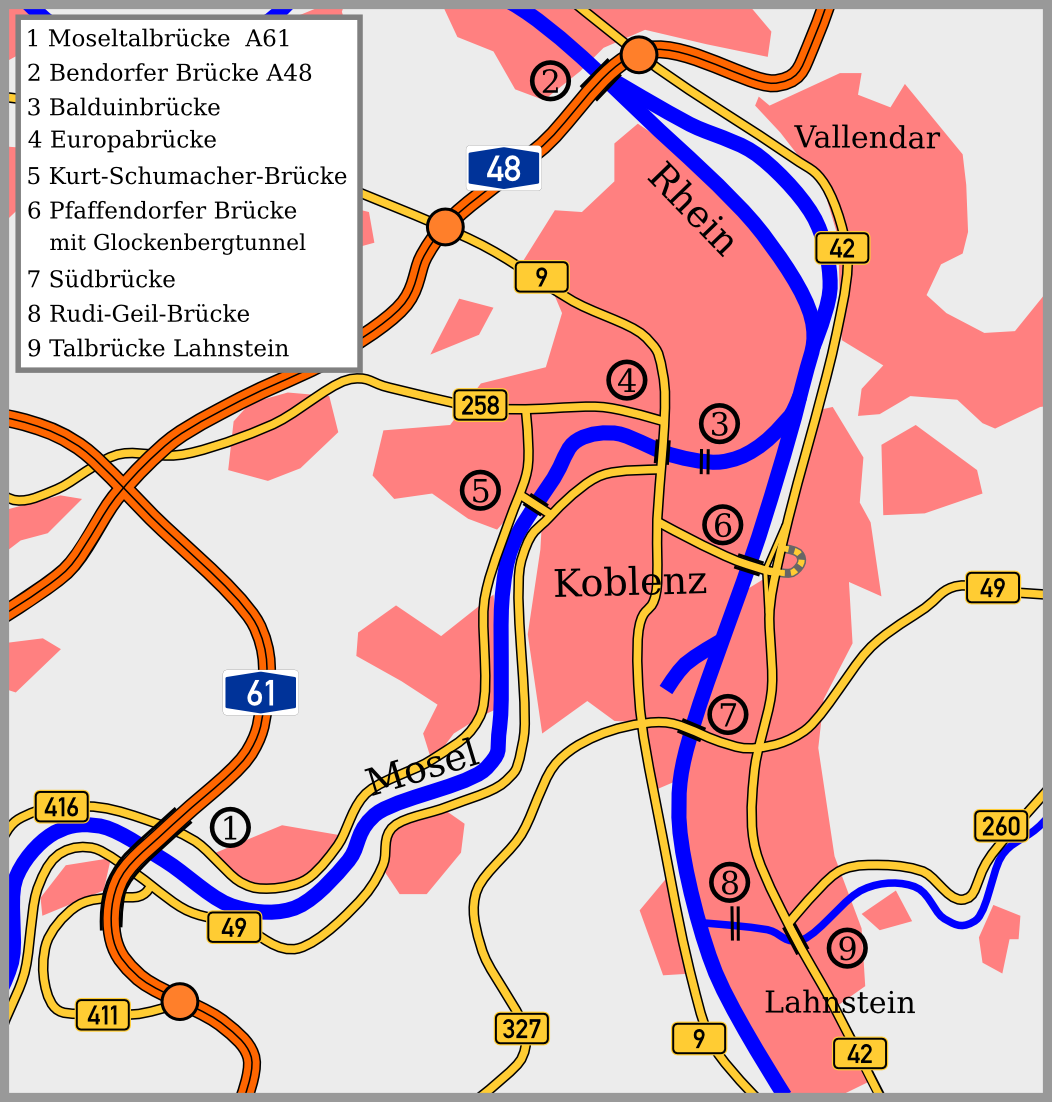
Straßenkarte Raum Koblenz

Am rechten Moselufer entlang führt die B 49 Koblenz – Treis-Karden – Cochem durch den Ort. Über die B 411 besteht Anbindung an die A 61. Die Anschlussstelle Dieblich befindet sich in unmittelbarer Nähe der Moseltalbrücke, über die die A 61 in etwa 136 Meter Höhe die Mosel überspannt.
Eine regelmäßige Busverbindung besteht in Richtung Koblenz und Burgen.
Die Fährverbindung nach Kobern-Gondorf wurde in den 1970er Jahren eingestellt. Seit 1977 gibt es mit der Moselgoldbrücke eine Brückenverbindung zwischen Kobern-Gondorf und Niederfell.

### Bildung
In Dieblich befinden sich eine Grundschule und zwei Kindertagesstätten: „Moselzwerge“ und „Unter’m Regenbogen“.

## Sonstiges

### Natur

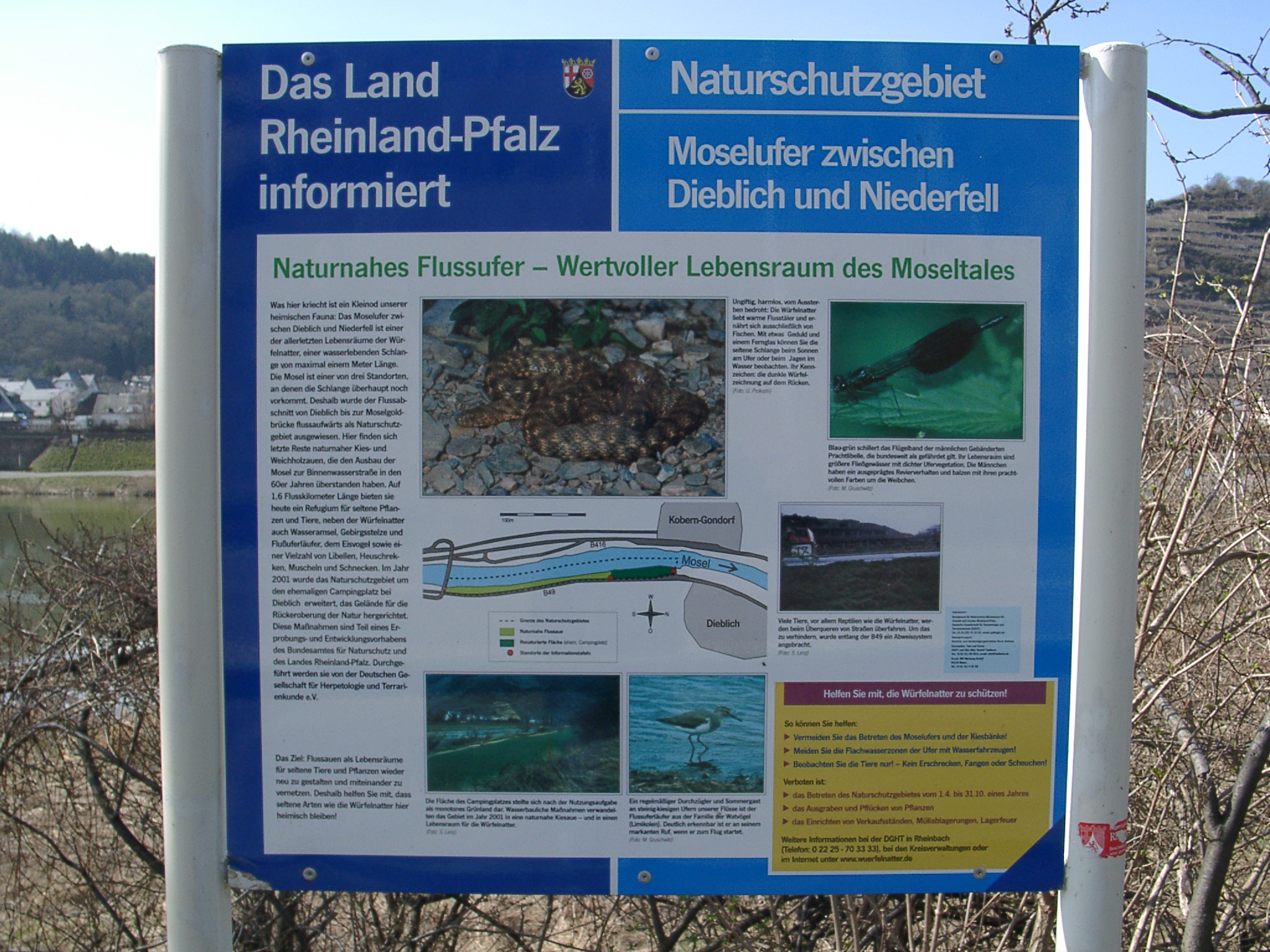
Tafel am Moselufer

Am Moselufer bei Dieblich findet man noch die äußerst seltene Würfelnatter, die im Wasser lebt. Das Moselufer wurde aus diesem Grunde vor einigen Jahren unter Naturschutz gestellt. Das Naturschutzgebiet erstreckt sich vom ehemaligen Fähranleger Dieblich bis zur Moselgoldbrücke, die Niederfell mit Kobern-Gondorf verbindet. Der Bereich des Fähranlegers wurde renaturiert. An der B 49 und auf dem Moselvorgelände aufgestellte Tafeln informieren über das Naturschutzgebiet.

### Sendeanlage des SWR
In der Nähe von Dieblich betreibt der Südwestrundfunk einen Sender für UKW und Fernsehen, den Sender Koblenz (Dieblich-Naßheck). Als Antennenträger wird ein 280 Meter hoher abgespannter Stahlfachwerkmast verwendet.

## Bilder

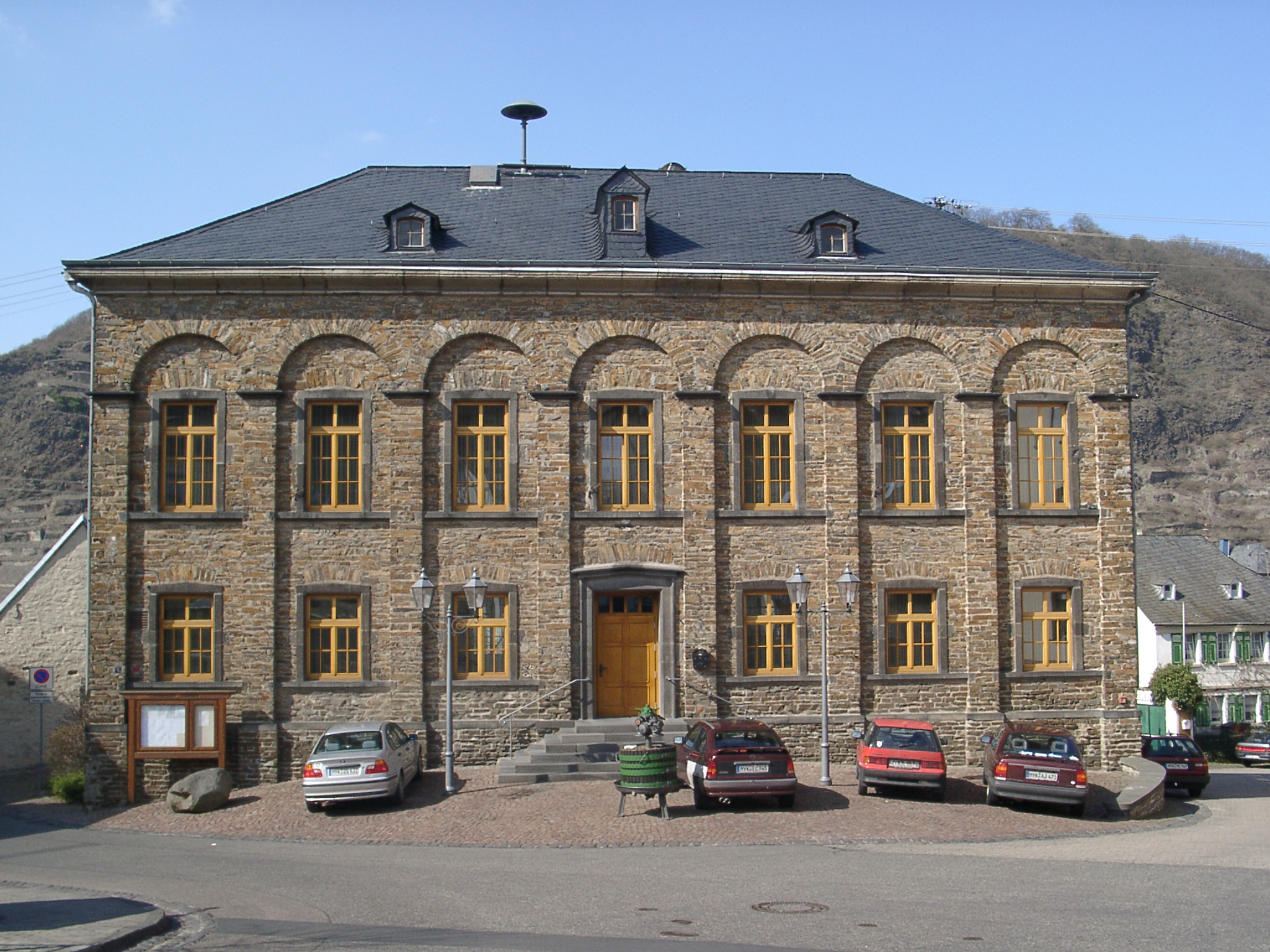
Alte Schule
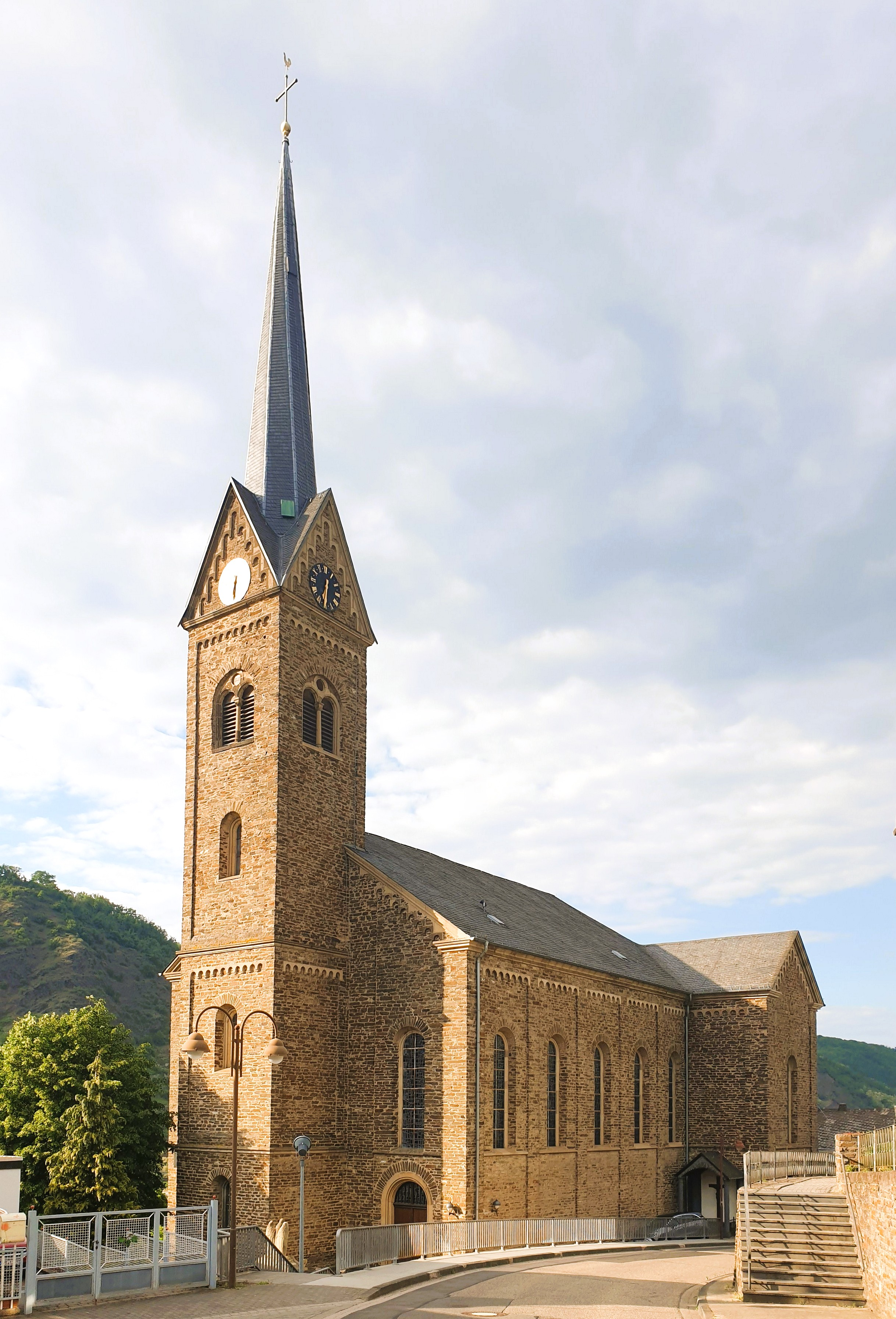
Pfarrkirche St. Johannes Evangelist
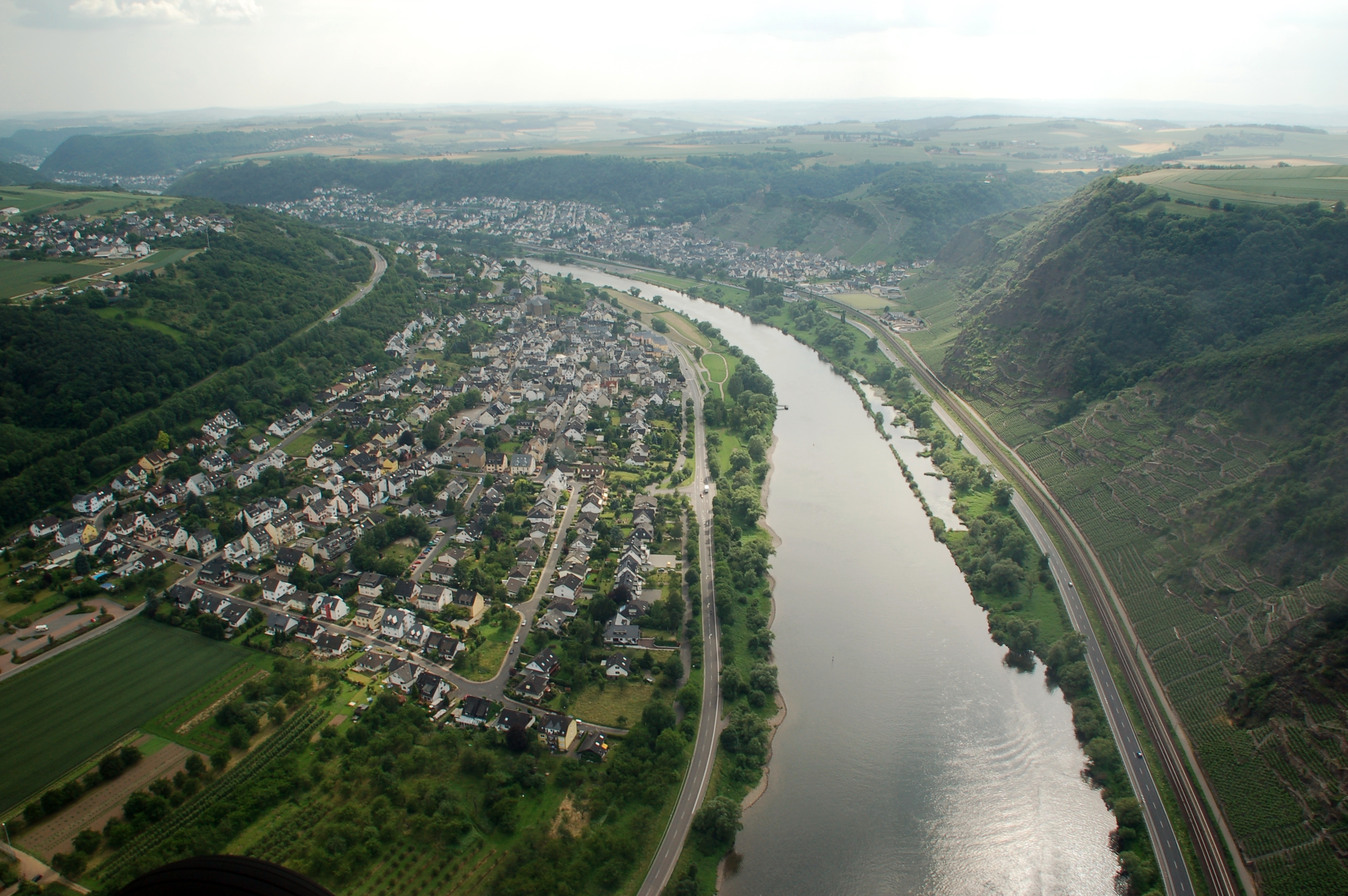
Luftaufnahme 2007